# Hermann von Zülow
Hermann Hans Rudolph Christian Maximilian von Zülow (* 12. April 1806 in Nortorf; † 14. Januar 1880 in Schwerin) war ein großherzoglich mecklenburgischer General der Infanterie.

## Leben
Hermann entstammte dem alten mecklenburgischen Adelsgeschlecht von Zülow. Er war der Sohn des dänischen Postmeisters Gustav von Zülow (1782–1863) und dessen erster Ehefrau Dorothea, geborene von Buchwaldt (1776–1856).
Zülow wurde 1825 zum Sekondeleutnant im Grenadier-Garde-Bataillon ernannt und avancierte 1835 zum Premierleutnant und Brigadeadjutant. 1836 erfolgte die Ernennung zum Stabskapitän, 1840 zum Kapitän. 1842 stieg er zum großherzoglich mecklenburgischen Flügeladjutant und Direktor der Militär-Bildungsanstalt auf und 1844 zum Major. Als Flügeladjutant war sein Stellvertreter der Brigadeadjutant Hauptmann Oldenburg.
1849 wurde Zülow zum Militärdepartement kommandiert. 1850 erhielt er den Rang eines Oberstleutnants und 1852 erfolgte die Ernennung zum Direktor der Ministerialabteilung für Militärsachen. 1853 wurde Zülow unter besonderer Anerkennung seiner Verdienste zum Oberst ernannt, 1856 zum Chef des Militärdepartements mit Generalsrang. 1858 wurde er Generalmajor, Generaladjutant und Chef der Gendarmerie.
1864 versetzte der Großherzog Zülow in Anerkennung seiner guten Dienste in den Rang eines Geheimen Rates und eines Generalleutnants. Schließlich wurde er 1874 zum General der Infanterie ernannt.
Zülow verheiratet sich am 17. November 1832 in Ludwigslust mit Elisabeth von Pentz (1803–1881). Aus der Ehe gingen der Sohn Paul (* 1835) sowie die drei Töchter Alexandrine (1837–1840), Dorothea (1839–1878) und Marie Luise (1842–1853) hervor.